# Ion Grigorescu
Ion Grigorescu (* 1945 in Bukarest) ist ein rumänischer Künstler, der mit den Mitteln der Konzeptkunst, Fotografie und Malerei arbeitet. Er gilt als einer der wichtigsten Künstler im Rumänien der Nachkriegszeit. Seine Werke wurden unter anderem auf der documenta und auf der Biennale in Venedig gezeigt. Grigorescu lebt und arbeitet in Bukarest.

## Einzelausstellungen (Auswahl)
- 2006: Ion Grigorescu – Am Boden. Salzburger Kunstverein, Salzburg.[1]

## Teilnahme an Gruppenausstellungen (Auswahl)
- 2008: Dada East? Romanian Context of Dadaizm. Zachęta, Warschau
- 2007: documenta 12, Kassel. Gezeigt wurde die Fotocollage Traisteni von 1976.[2]
- 2007: Social Cooking Romania. NGBK, Berlin.
- 2007: Geta Brătescu – Ion Grigorescu. Resources. MNAC, Bukarest
- 2005: On Difference #1 – Lokale Kontexte – Hybride Räume. Württembergischer Kunstverein, Stuttgart.[3]
- 2003: In den Schluchten des Balkan – Eine Reportage. Kunsthalle Fridericianum, Kassel.
- 2002: in search of Balkania. Neue Galerie Graz.
- 2001: doublelife – Identität und Transformation in der zeitgenössischen Kunst. Generali Foundation, Wien.[4]
- 1998: Out of Actions: Between Performance and the Object, 1949–1979. The Geffen Contemporary at MOCA, Los Angeles.
- 1997: 47th International Art Exhibition Venice Biennale. Biennale di Venezia, Venedig.